# Třída Kondor
Třída Kondor (jinak též Projekt 89) je třída pobřežních minolovek východoněmeckého lidového námořnictva. Celkem bylo postaveno 52 jednotek této třídy, která se dělila do tří podtříd. Po zániku NDR plavidla převzalo německé námořnictvo, které je brzy jako nadbytečné prodalo do zahraničí. Zatímco plavidla třídy Kondor I získala Malta (3 ks), Tunisko (5 ks) a Kapverdy (1), tak verzi Kondor II získala Uruguay (4 ks), Indonésie (9 ks) a Lotyšsko (2 ks). Během služby byla některá plavidla využita k novým úkolům, například k výcviku, ke zkouškám, anebo hlídkování.
Podle upraveného projektu minolovek třídy Kondor byla postavena ještě jedna výzkumná loď (Projekt 136) a jedna státní jachta (Projekt 131).

## Stavba
Minolovky třídy Kondor postavila východoněmecká loděnice VEB Peenewerft ve Volehošti. Prototypem třídy byla minolovka V32, na kterou navázala stavba 19 jednotek zvětšené verze Kondor I.
V letech 1971-1978 pak bylo postaveno dalších 24 minolovek verze Kondor II.
Jednotky třídy Kondor I:
| Jméno        | Spuštěna | Vstup do služby | Poznámka                                                                              |
| ------------ | -------- | --------------- | ------------------------------------------------------------------------------------- |
| Greifswald   |          |                 |                                                                                       |
| Bergen       |          |                 |                                                                                       |
| Anklam       |          |                 |                                                                                       |
| Ueckermünde  |          |                 | prodána na Maltu, vyřazena                                                            |
| Demmin       |          |                 |                                                                                       |
| Malchin      |          |                 |                                                                                       |
| Altentreptow |          |                 |                                                                                       |
| Pasewalk     |          |                 | prodána na Maltu, vyřazena                                                            |
| Tamplin      |          |                 |                                                                                       |
| Neustrelitz  |          |                 |                                                                                       |
| Vitte        |          |                 |                                                                                       |
| Zingst       |          |                 |                                                                                       |
| Prerow       |          |                 |                                                                                       |
| Graal-Müritz |          |                 |                                                                                       |
| Kühlungsborn | 1970     | 3. června 1970  | dne 28. září 1998 zařazen do kapverdského námořnictva jako Vigilante (P521), aktivní. |
| Ahrenshoop   |          |                 |                                                                                       |
| Kirchdorf    |          |                 |                                                                                       |
| Boltenhagen  |          |                 | prodána na Maltu, vyřazena                                                            |
| Klütz        |          |                 |                                                                                       |

Jednotky třídy Kondor II:
| Jméno                     | Spuštěna | Vstup do služby   | Poznámka |
| ------------------------- | -------- | ----------------- | --- |
| Riesa (M?, ex 322)        | 1972     | 3. února 1973     | 1991 prodána do Uruguaye jako Temerario (31). Aktivní.                                                                                                   |
| Eilenburg (M2674, ex 344) |          |                   | 1991 prodána do Uruguaye jako Valiente (32). Dne 3. srpna 2000 se potopila po srážce s obchodní lodí.                                                    |
| Bernau (M2673, ex 343)    | 1972     | 1. února 1972     | 1991 prodána do Uruguaye jako Fortuna (33). Vyřazen 24. dubna 2014.                                                                                      |
| Eisleben (M2671, ex 312)  | 1973     | 24. května 1973   | 1991 prodána do Uruguaye jako Audaz (34). Aktivní. |
| Kamentz (M?, ex ?)        |          | 24. července 1971 | 1994 prodána do Lotyšska jako Viesturs (01). Vyřazen 2008.                                                                                               |
| Robel (M?, ex ?)          |          | 1. prosince 1971  | 1994 prodána do Lotyšska jako Imanta (02). Vyřazen 2008.                                                                                                 |
| Grossenheim (M?, ex ?)    | 1971     |                   | Od 22. dubna 1993 provozován indonéským námořnictvem jako Pulau Rote (721) a později byl upraven jako hydrografická loď, vyřazena 28. srpna 2019.        |
| Rettstedt (M?, ex ?)      | 1973     |                   | Prodána do Indonésie jako Pulau Raas (722). Aktivní. |
| Pritzwallk (M?, ex ?)     | 1971     |                   | Od 22. dubna 1993 provozován indonéským námořnictvem jako Pulau Romang (723) a později byl upraven jako hydrografická loď, vyřazena 6. února 2024.       |
| Bitterfeld (M?, ex ?)     | 1972     |                   | Krátce zařazena do německého námořnictva, prodána do Indonésie jako Pulau Rimau (724). Aktivní.                                                          |
| Zerbstu (M?, ex ?)        |          |                   | Prodána do Indonésie jako Pulau Rondo (725) a později byl upraven jako hlídková loď Kelabang (826). Aktivní.                                             |
| Oranienburg (M?, ex ?)    | 1972     |                   | Prodána do Indonésie jako Pulau Rusa (726). Aktivní. |
| Jüteborg (M?, ex ?)       | 1972     |                   | Prodána do Indonésie jako Pulau Rangsang (727). Aktivní.                                                                                                 |
| Sömmerda (M?, ex ?)       |          |                   | Krátce zařazena do německého námořnictva, prodána do Indonésie jako Pulau Raibu (728) a později byl upraven jako hlídková loď Kala Hitam (828). Aktivní. |
| Grimma (M?, ex ?)         | 1973     |                   | Od 22. dubna 1993 provozován indonéským námořnictvem jako Pulau Rempang (729) a později byl upraven jako hydrografická loď, vyřazena 15. října 2021.     |

## Konstrukce

### Projekt 89 (Prototyp)
Minolovka V32 měla výtlak 266 tun a rozměry 47,2 x 7,8 x 2,4 m. Posádku tvořilo 18 mužů. Výzbroj tvořily dva 25mm kanóny. Pohonný systém tvořily dva diesely. Nejvyšší rychlost dosahovala 18 uzlů.

### Projekt 89.1 (Kondor I)

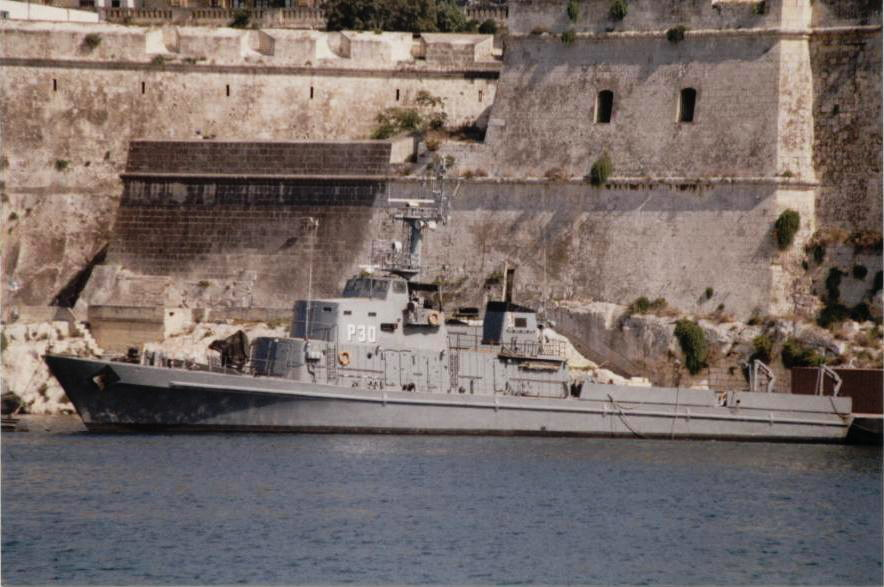
Maltská minolovka P30 třídy Kondor I

Minolovka podtřídy Kondor I má standardní výtlak 339 tun a prodloužený trup. Posádku tvoří 24 mužů. Výzbroj tvoří dva 25mm kanóny. Pohonný systém tvoří dva diesely Kolomna Type 40DM s celkovým výkonem 4000 bhp, pohánějící dva lodní šrouby. Maximální rychlost stoupla na 20 uzlů. Dosah je 2000 námořních mil při rychlosti 15 uzlů.

### Projekt 89.2 (Kondor II)
Minolovka podtřídy Kondor II má standardní výtlak 414 tun. Nese navigační radar TSR-33. Posádku tvoří 30 mužů. Je vyzbrojena šesti 23mm kanóny. Pohonný systém tvoří dva diesely o výkonu 2983 kW, pohánějící dva lodní šrouby. Nejvyšší rychlost dosahuje 21 uzlů. Dosah je 2000 námořních mil při rychlosti 15 uzlů.

## Zahraniční uživatelé

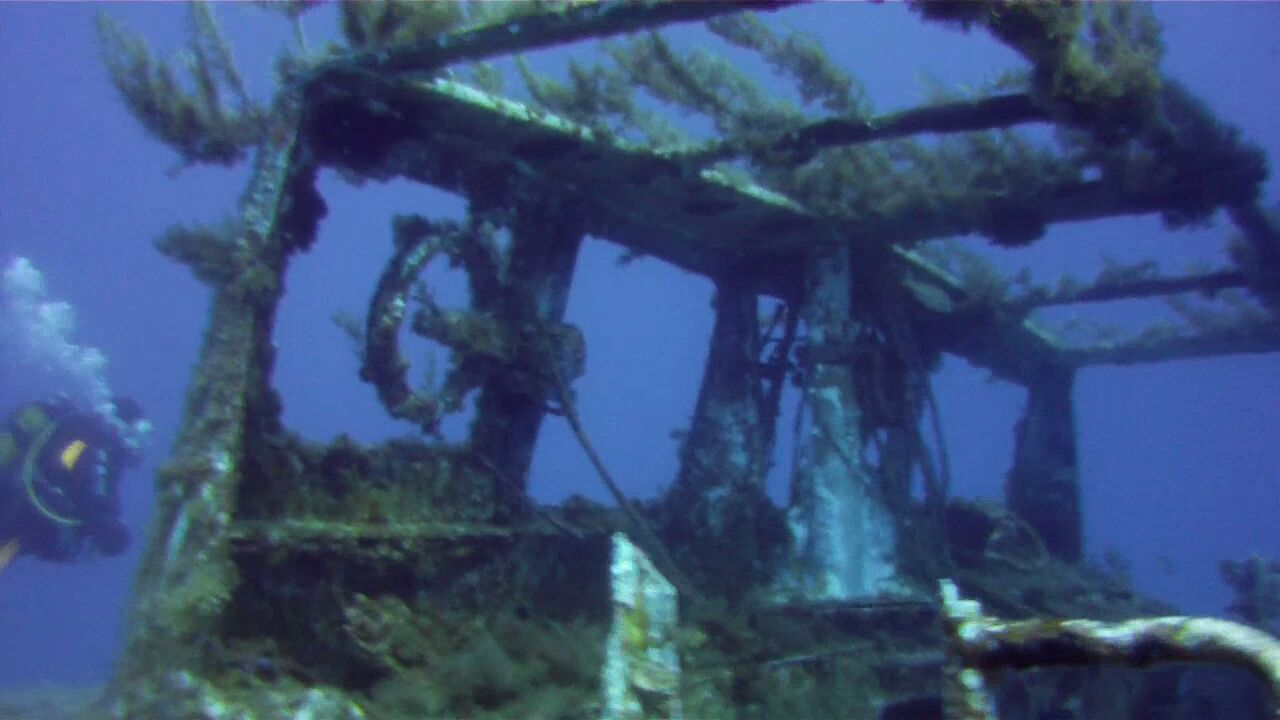
Detail maltské minolovky P29, potopené jako umělý útes

- Indonésie – V letech 1992-1993 indonéské námořnictvo převzalo devět jednotek třídy Kondor II. Do služby vstoupily 22. října 1993. Jsou v aktivní službě.

- Kapverdy - V roce 1998 do služby zařazena minolovka Vigilante (ex Kühlungsborn) verze Kondor I.[5]

- Lotyšsko – V roce 1994 lotyšské námořnictvo získalo dvě minolovky třídy Kondor II.[7] Zařadilo je jako Viesturs (01) a Imanta (02). Obě již byly vyřazeny.[2]

- Malta – Země v 90. letech z německých přebytků získala tři minolovky, označené P29, P30 a P31. Všechny již byly vyřazeny.[1]

- Tunisko – Tuniské námořnictvo do služby zařadilo pět minolovek verze Kondor I.[8]

- Uruguay - Dne 18. listopadu 1990 převzalo uruguayské námořnictvo čtyři minolovky třídy Kondor II. Ty byly odzbrojeny, ale zůstalo jim minolovné vybavení. Nasazeny byly zejména k hlídkování. Přezbrojeny byly 40mm kanónem.[9]